# Chuseok
Chuseok (hangeul : 추석 hanja : 秋夕) est la fête des récoltes et de la pleine lune. Avec Seollal, elle est l'une des plus importantes fêtes traditionnelles en Corée. Il est d'usage de porter un hanbok ces jours-là.
Elle a lieu le quinzième jour du huitième mois luni-solaire (en septembre ou en octobre, selon les années), et est également appelée « Hangawi » (« Grand (Han) + Milieu (Gawi) »). Chuseok trouve son origine dans la fête « Gabae », célébrée sous la dynastie Silla et s'inspirant de la Fête de la mi-automne chinoise, puis devient une fête populaire centrée sur le culte de la lune et de la récolte. 
Depuis 1989, cette fête donne lieu à 3 jours de congé en Corée du Sud : le jour même, la veille et le lendemain de Chuseok.
Fête des récoltes, elle est consacrée à rendre grâce à la générosité de la terre et donne lieu à la confection de gâteaux de riz fourré de haricots ou sésames sucrés (songpyeon ). Chaque famille retourne sur la terre de son origine et célèbre une cérémonie remémorant ses ancêtres (Charae). 
Des divertissements traditionnels tels que des concours de lutte Ssirum, des compétitions de Taekkyon, du tir à la corde et des danses (entre autres: des rondes coréennes formées par les femmes et appelées Ganggangsullae ) sont également organisés.

## Dates de Chuseok

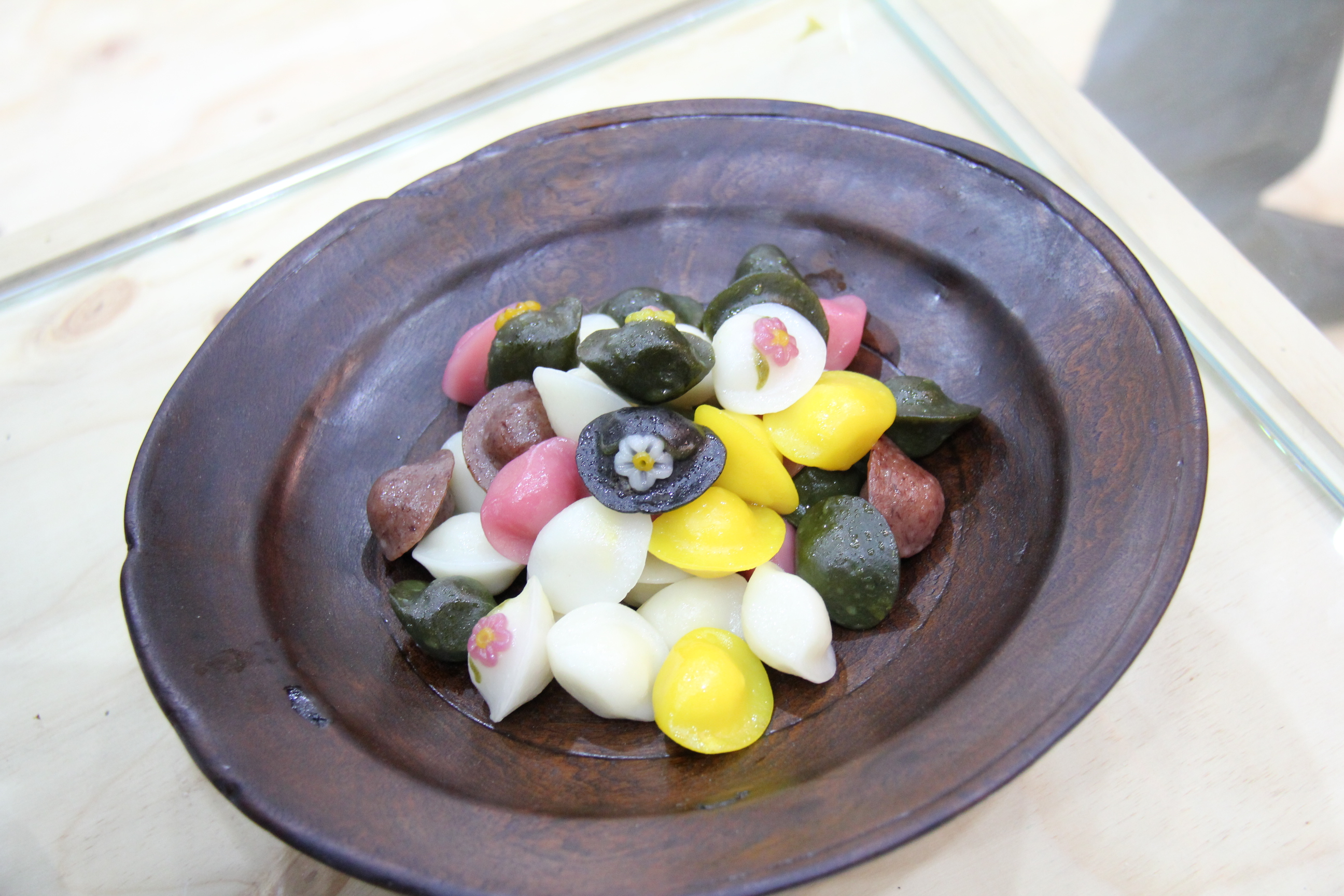
Songpyeon

- 2006: 6 octobre
- 2007: 25 septembre
- 2008: 14 septembre
- 2009: 3 octobre
- 2010: 22 septembre
- 2011: 12 septembre
- 2012: 30 septembre
- 2013: 19 septembre
- 2014: 8 septembre
- 2015: 27 septembre
- 2016: 15 septembre
- 2017: 4 octobre
- 2018: 24 septembre
- 2019: 13 septembre
- 2020: 1 octobre
- 2021: 21 septembre
- 2022: 10 septembre
- 2023: 29 septembre
- 2024: 17 septembre
- 2025: 6 octobre
- 2026: 25 septembre